# Rond Paludier
Die Rond Paludier ist ein bretonischer Reihen- oder Kreistanz aus der Gegend von La Brière. Der Tanz besteht aus zwei Teilen, der Runde und der Figur. Teilweise existiert noch ein Nachtanz als dritter Teil, der Bal à 4 sauts.

## Ausgangsposition
Die Tänzer stehen in einer Reihe, Seite an Seite. Die Tänzer fassen sich an den Händen durch. Der Unterarm ist rechtwinklig zum Oberarm angewinkelt. Die Tänzer stehen mit etwas Abstand zueinander. Idealerweise sind 5 Paare oder 10 Personen in einer Runde.
Ursprünglich wechselten sich Männer und Frauen in der Runde ab, wobei die Männer die Handfläche nach oben halten und die Frauen ihre Hände von oben in die Hände der Männer legen. Heutzutage wird die Handhaltung so gestaltet, dass sich alle wohl fühlen.

## Grundschritt
Jeder Teil wird in der Regel 4-mal getanzt.

### Runde (1. Teil)

Grundschritt Rund Rond Paludier

Der Grundschritt besteht aus 4 Schritten (in 2 Takten), mit denen eine atmende Bewegung des Kreis nach innen bzw. außen durchgeführt wird:
1. Der linke Fuß bewegt sich nach links-vorne
2. Der rechte Fuß wird nach vorne gesetzt
3. Der linke Fuß bewegt sich nach links-hinten
4. Der rechte Fuß wird nach hinten gesetzt

Der Schritt ähnelt dem Grundschritt der Rond de Saint-Vincent. Der linke Fuß bleibt ungefähr auf einem Kreis, während der rechte Fuß abwechselnd nach innen und nach außen geht. Die Schrittfolge basiert auf 8 Schlägen. Pro 2 Schlägen wird ein Schritt durchgeführt, wobei jeder Schritt federnd ausgeführt wird.

### Figur (2. Teil)
1. Takt:

Grundschritt Figur Rond Paludier

4 schnelle Schritte nach links-vorne, mit linkem Fuß beginnend. Der Körper ist dabei leicht nach links gewendet.
2. Takt:
2 langsame Schritte nach hinten. Der Körper ist dabei zur Kreismitte gewendet.

## Armbewegung
Die angewinkelten Arme werden mit jedem Schritt nach vorne geschwungen. In der Runde werden die Arme zweimal pro Takt nach vorne geschwungen. In der Figur gibt es im ersten Takt eine Verdopplung der Schritte, womit auch die Arme doppelt so oft nach vorne geschwungen werden.

## Stil
Ein wesentliches Merkmal ist ein deutlicher Kontrast zwischen beiden Teilen des Tanzes:
Runde: Ein ruhiger Teil mit eleganter Gangart (eher elegantes Auftreten, ohne steif zu wirken mit Geschmeidigkeit in den Fußgelenken).
Figur: Ein lebhafter Teil mit fließenden Bewegungen und einer größeren Dynamik.